# Kalkofenanlagen Walheim/Kornelimünster

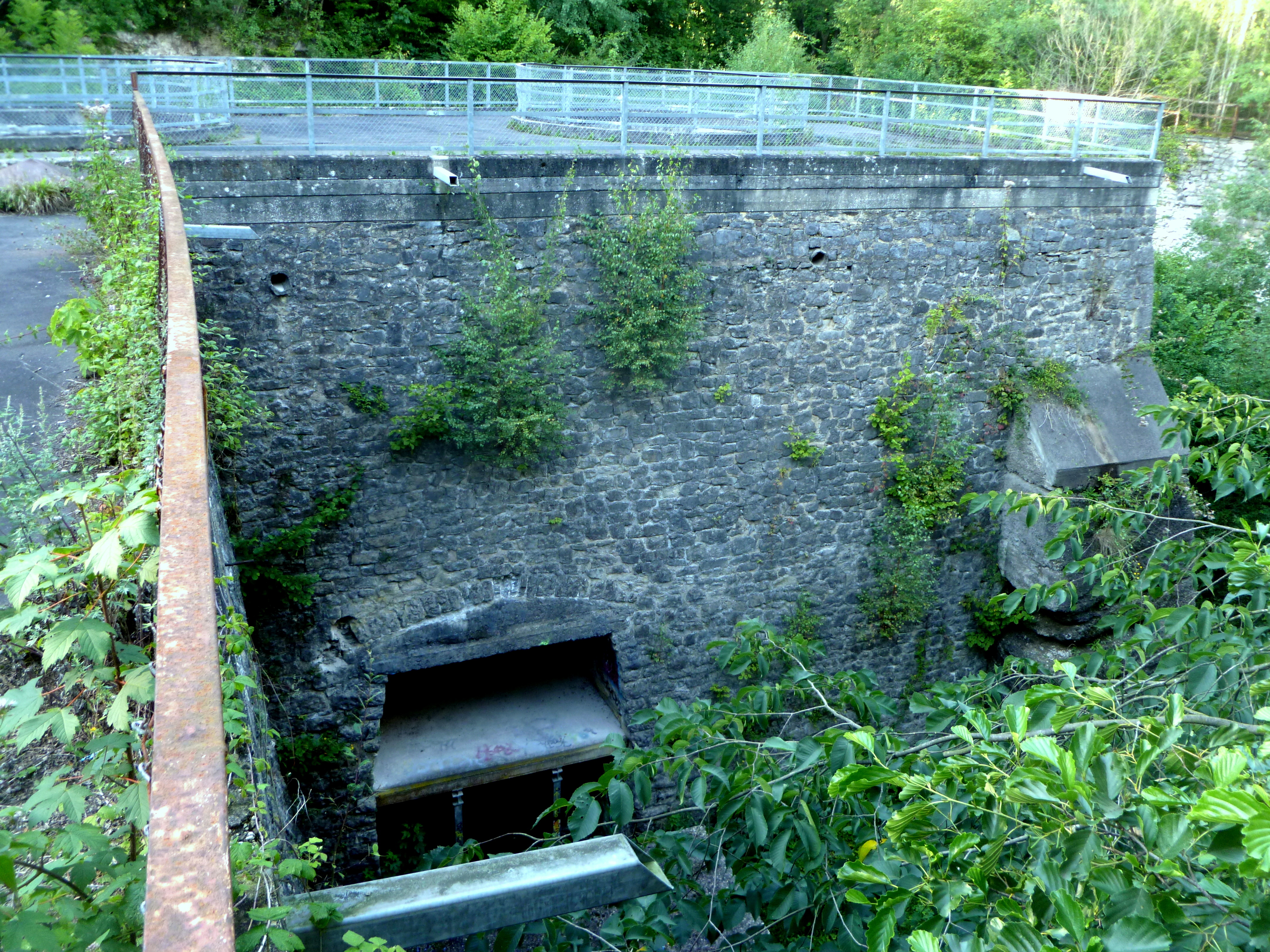
Kalkofen Walheim

Die Kalkofenanlagen Walheim/Kornelimünster sind eine Reihe von historischen Brennöfen, die sich überwiegend im südlich von Aachen gelegenen Stadtbezirk Kornelimünster/Walheim befinden. Sie dienten der Gewinnung von Branntkalk aus Kalksteinen und wurden zwischen 1870 und 1924 erbaut und nach dem Zweiten Weltkrieg teilweise ergänzt und modernisiert. Doch bereits Mitte der 1950er Jahre mussten sie geschlossen werden, da sich durch strukturelle Veränderungen in der Kalkindustrie der Betrieb kleinerer Einzelöfen nicht mehr rentierte.
In den 1980er Jahren konnten durch die Initiative des Geologen Werner Kasig von der RWTH Aachen ein Großteil der Kalköfen in Walheim, Hahn und Kornelimünster vor dem drohenden Verfall gerettet und restauriert werden. Anschließend wurden sie als Industriedenkmäler unter Denkmalschutz gestellt und der Öffentlichkeit zugänglich gemacht. Zu diesem Zweck wurde 1989 zwischen Walheim und Hahn entlang der Inde der „Kalkofenweg“ eingerichtet, der die dortigen Kalköfen thematisch miteinander verbindet und in den Eifelsteig integriert wurde. Darüber hinaus befinden sich in den benachbarten Orten Sief und Schmithof weitere Kalköfen, die im ursprünglichen Zustand belassen und der Verwitterung ausgesetzt sind.

## Geologie
Der Aachener Kalkstein hat seinen zeitlichen Ursprung im Devon, speziell im Zeitraum des Eifeliums vor etwa 393 bis 387 Millionen Jahren, und war vor allem in der Eifel, dem linksrheinischen Teil des Rheinischen Schiefergebirges, verbreitet. Zu jener Zeit existierte dort ein tropisches Flachmeer mit riffbildenden Meereslebewesen, im Besonderen den Steinkorallen und Kalkschwämmen sowie vor allem den heute ausgestorbenen Stromatoporen. Sie lebten in großen Kolonien und bauten riesige Korallenriffe auf. Nach ihrem Absterben setzten sich deren kalkhaltige Hartteile auf dem Meeresboden ab.
Durch weltweite Klima- und Umweltveränderungen wurde dieser Prozess vor etwa 350 Millionen Jahren beendet. Zusätzlich hoben im Verlauf der Variszischen Orogenese gewaltige tektonische Kräfte die Landmassen an, falteten sie zu Gebirgszügen auf und das Meer zog sich zurück. In den nächsten 60 Millionen Jahren wurden die Kalkbänke zusätzlich mit einer dicken Erdschicht aus ton- und feinsandigen Ablagerungen bedeckt. Im Aachener Raum erreichten diese Gebirgszüge eine Höhe von 600 bis 800 Metern und wurden in den folgenden Jahrtausenden durch Erosion auf ihre heutige Höhe abgetragen. Durch den Druck der Gebirgsbildung und die Lasten des aufsitzenden Schichtpakets festigten sich die noch lockeren Kalksedimente allmählich zu festem Kalkstein.
Der in Aachen vorkommende devonische Riffkalkstein zeichnet sich durch eine besondere Reinheit aus und weist frisch geschlagen und poliert eine fast schwarze, blaugraue bis blaugrüne Farbe auf, die sich zu einem weißgrauen Farbton verändert, wenn er lange Zeit der Verwitterung ausgesetzt ist. Dies gab ihm den Namen „Aachener Blaustein“. Er eignet sich hervorragend für Steinhauer- und Steinmetzarbeiten und fand vor allem seit der Barockzeit vielfache Verwendung als Werkstein.

## Geschichte
Nachdem bereits in der Jungsteinzeit Kalk aus Kalkstein gewonnen werden konnte, wurde im Aachener Raum vor etwa 2000 Jahren zunächst durch die Kelten Kalk gebrannt und als Kalkmörtel und Kalktünche für unterschiedliche Zwecke nutzbar gemacht. Diese Errungenschaften übernahmen später die nachrückenden Römer und Germanen und sie verwendeten Kalk unter anderem in der Freskomalerei, zum Düngen in der Landwirtschaft, zum Gerben von Leder und in der Medizin. Der Kalk wurde anfangs in einfachen Gruben oder Meilern oder in gemauerten Schachtöfen gebrannt. Erst ab dem 14. Jahrhundert ist die Existenz von Kalköfen im Raum Aachen schriftlich überliefert. Vor allem die Fürstäbte der Reichsabtei Kornelimünster waren es, die qualifizierte Untertanen mit Steinbrüchen und Bergwerken belehnten und ihnen das Recht zusprachen, Kalköfen zu bauen und Kalk zu brennen. Noch im 18. Jahrhundert kamen mehrere Steinbruchbetriebe im Ortsteil Hahn hinzu.
Im Zuge der Industrialisierung im 19. Jahrhundert wurde vermehrt Kalk benötigt, beispielsweise als Grundstoff für Zement, Kalksandstein und Gasbeton, zur Herstellung von Flussstahl und künstlichem Soda oder als Düngemittel in der Landwirtschaft. Dies führte zwischen 1870 und 1930 im Raum Kornelimünster/Walheim zur Errichtung moderner Brennöfen, die meist von Privatunternehmern betrieben wurden. Da zugleich der Aachener Südraum durch die neue und nahe an den Kalköfen vorbeiführende Vennbahn erschlossen wurde, konnte diese Region zu Beginn des 20. Jahrhunderts zu den bedeutenden Kalkerzeugergebieten Deutschlands aufsteigen.
Der älteste Kalkofen ist die Anlage aus dem Jahr 1870 an der Bilstermühler Straße zwischen Kornelimünster und Krauthausen in der Nähe der Überführung über die Inde. Das größte und bedeutendste Monument mit mehreren Öfen wurde 1890 von zwei auswärtigen Fabrikanten in der Nähe des Walheimer Bahnhofes errichtet. Nach dem Zweiten Weltkrieg wurden fast alle Kalköfen im Raum Walheim/Kornelimünster runderneuert, doch bereits in den 1950er Jahren mussten sie aus wirtschaftlichen Gründen nacheinander stillgelegt werden, da die strukturellen Veränderungen in der Kalkindustrie bewirkten, dass man sich nur noch auf sehr große Betriebseinheiten konzentrierte. Als letzte Anlage wurde 1959 der Walheimer Betrieb geschlossen, der allerdings noch bis 1964 Branntkalk aus dem Stolberger Zweigbetrieb zu Weißkalkhydrat und hochhydraulischem Kalk verarbeitete.
Danach gerieten die Kalköfen längere Zeit in Vergessenheit und verwitterten allmählich. Durch die bereits in der Einleitung erwähnte Initiative von Werner Kasig, der zusammen mit dem Geologischen Institut der RWTH Aachen in den Jahren 1984/1985 eine umfangreiche Sanierung der meisten Öfen umsetzen konnte, wurde schließlich sichergestellt, dass diese Anlagen als restaurierte Industriedenkmäler auf Dauer erhalten geblieben sind. Die Stadt Aachen unterstützte dieses Vorhaben und das Arbeitsamt der Stadt Aachen stellte Personal im Rahmen von Arbeitsbeschaffungsmaßnahmen zur Verfügung. Mittels des 1989 eingerichteten Kalkofenweges zwischen der zentralen Anlage in Walheim und den Kalköfen in Hahn können die Bauten von außen besichtigt und Interessierte sich anhand von umfangreichen Schautafeln Informationen über die Geschichte der Aachener Kalkverarbeitung beschaffen.

## Die Kalköfen im Einzelnen
- Karte mit allen Koordinaten:
- OSM |
- WikiMap

| Adresse                                        | Name und Details | Bild           |
| ---------------------------------------------- | --- | -------------- |
| Hahn Hahner Mühle (Standort)                   | Der Trichterschachtofen Hahner Mühle wurde 1920 von der Firma „Becker & Krutt“ errichtet und gelangte später an die „Kalkbrennerei Thelen“, bevor er letztendlich von der „Rheinischen Kalksteinwerke GmbH“ aus Wülfrath übernommen wurde. An der Vorderseite befindet sich ein Gewölbearbeitsraum zum Abziehen des Kalkes und in dem zugemauerten Teil rechts neben dem Arbeitsraum wurde ein Gebläse eingebaut, das der Ofen zur Steigerung seiner Leistung in den 1930er Jahren erhalten hatte. Nach der Stilllegung des Ofens in den 1950er Jahren nutzte die Firma Thelen noch bis 1979 den hinter dem Ofen gelegenen Steinbruch. Diese Anlage wurde weder restauriert noch unter Denkmalschutz gestellt, stattdessen übernahm der Deutsche Bund für Vogelschutz das gesamte Areal und überließ es einer natürlichen Besiedlung durch Pflanzen und Tiere. |                |
| Hahn In der Au (Standort)                      | Der Trichterkalkofen „In der Au“ wurde 1899 von Christoph Heinen errichtet, der neun Jahre zuvor die Walheimer Anlage gegründet hatte. Ursprünglich plante er in der Au zwei Öfen, beließ es aber bei einem. Nachdem sich Heinen Anfang des 20. Jahrhunderts aus dem Geschäft zurückgezogen hatte, übernahm zunächst sein Walheimer Partner Wilhelm Kalversiep und danach die Firma Lambert Hoven aus Kornelimünster die Anlage und stockte den Ofen noch um zwei Meter auf. Der Betrieb wurde in den 1940er Jahren eingestellt und nach dem Krieg nicht wieder aufgenommen. Das nur halbseitig erhaltene Bauwerk wurde 1984 nach seiner Teilsanierung durch das Geologische Institut der RWTH Aachen unter Denkmalschutz gestellt, wobei man sich wegen der knappen Finanzmittel nur auf die Freilegung des Ofens und die Sicherung der vorhandenen Bausubstanz und des Umfeldes beschränkte. |                |
| Hahn Wolfspfad (Standort)                      | Der Trichterschachtofen Wolfspfad wurde 1924 von der Firma „Schornstein & Driesch“ aus Hahn als vollkommen freistehende Anlage in einen Hang hinein erbaut und war für einen Dauerbetrieb mit einer Tagesleistung von 30 Tonnen ausgelegt. Er hat einen quadratischen Grundriss und besitzt zwei Arbeitsräume zum Abschöpfen des Branntkalks sowie insgesamt vier Zuglöcher. Er ist der einzige Kalkofen mit einer Anordnung der Zuglöcher über Eck und zugleich der einzige Trichterschachtofen, bei dem die Teilung des Abzugsbereiches der zwei übereinanderliegenden Zuglöcher durch eine Abzugsplatte erhalten geblieben ist. Auf der Rückseite der Anlage wurde eine Rampe zur Befüllung des Ofens aufgeschüttet, über den der Kalkstein aus dem circa 100 m entfernten Steinbruch „Katzenstein“ angeliefert wurde. Von 1935 bis zur Stilllegung in den 1950er Jahren übernahm die Firma Gilles den Betrieb. Ab 1987 übernahmen sowohl das Hochbauamt der Stadt Aachen als auch der „Geschichtsverein Hahn und Friesenrath e. V.“ die notwendigen Restaurierung- und Sicherungsmaßnahmen und ließen ihn unter Denkmalschutz stellen. | weitere Bilder |
| Kornelimünster An der Bilstermühle (Standort)  | Der achteckige und aus Bruchsteinmauerwerk bestehende Kalkofen an der Bilstermühle im heutigen Naturschutzgebiet Klauserwäldchen/Frankenwäldchen ist der älteste der noch existierenden Öfen und wurde 1870 neben dem Steinbruch „Münsterkull“ erbaut. Eigentümer des Steinbruches und der Kalkofenanlage war die Reichsabtei Kornelimünster, später die Kirchengemeinde bzw. die Propsteigemeinde Kornelimünster. Nach seiner Fertigstellung wurde der Steinbruch und der Kalkofen an die Firma Lambert Hoven verpachtet, der beide bis zur Stilllegung betrieb. Zwischen 1920 und 1930 ließ Hoven den ursprünglich 6,90 m hohen Ofen auf 8,60 m aufstocken und erreichte damit eine Erhöhung des Trichterinhalts auf 45 m³ und eine Tagesproduktion von 10 bis 15 t Branntkalk. Nach einigen Unterbrechungen im Zweiten Weltkrieg lief die Anlage noch fast 20 Jahre erfolgreich, bevor sie 1966 endgültig stillgelegt wurde. Im Jahr 1970 wurde der Steinbruch aufgefüllt und der Ofentrichter zugeschüttet. Zusammen mit dem „Heimat- und Eifelverein Kornelimünster“ wurde er anschließend federführend durch das Geologische Institut der RWTH restauriert und unter Denkmalschutz gestellt. | weitere Bilder |
| Kornelimünster Bilstermühler Straße (Standort) | Der Kalkofen Bilstermühler Straße südlich des Ortes Krauthausen wurde um die Jahrhundertwende vom 19. zum 20. Jahrhundert als freistehender Trichterschachtofen aus Bruchsteinmauerwerk auf quadratischem Grund errichtet. Er besaß zwei Arbeitsräume zum Abziehen des Kalkes und insgesamt vier Zuglöcher. Der Ofen war ausgelegt für den kontinuierlichen Tagesbetrieb und erreichte eine Tagesleistung von etwa 30 Tonnen. In den 1950er Jahren erfolgte die Stilllegung und 1987 die Restaurierung der Anlage ebenfalls federführend durch das Geologische Institut RWTH. Anschließend wurde er unter Denkmalschutz gestellt. | weitere Bilder |
| Schmithof (Standort)                           | Der Schmithofer Kalkofen befindet sich am nördlichen Rand des Kalksteinbruchs Schmithof im Norden der gleichnamigen Ortschaft. Weder über die Betriebsverhältnisse auf dem Steinbruchgelände noch über die Historie des Kalkofens selbst gibt es nennenswerte Aufzeichnungen, außer dass sie schon seit Jahrzehnten stillgelegt sind. Während das Areal rund um den Steinbruch zwischenzeitlich zum Wasser- und Naturschutzgebiet Schmithof deklariert worden ist, um das sich der BUND kümmert, wächst der zugehörige Kalkofen allmählich zu und ist der Verwitterung ausgesetzt. Dieser Ofen nebst einer entsprechend langen Auffahrtsrampe ragt 15 m über das Gelände. Von oben schaut der Betrachter in einem 6–7 m tiefen und halbverfüllten zylinderförmigen Brennraum mit einem Durchmesser von 4 m. Die Kalkofenanlage war verbunden mit einem Abzweig der ehemaligen Aachener Kleinbahn-Gesellschaft, deren Linie S, ab 1909 Linie 25, von Raeren und Eynatten kommend über Sief und Schmithof nach Walheim – ab 1916 nur noch zwischen Sief und Walheim – führte und verstärkt für den Gütertransport genutzt werden konnte. Der Straßenbahndamm und die Verladerampe lassen sich noch gut erkennen. Der Kalkofen Schmithof wurde nicht in das Programm zur Sanierung der Aachener Kalköfen einbezogen und ist nicht unter Denkmalschutz gestellt worden. |                |
| Sief (Standort)                                | Der Kalkofen Sief steht im ehemaligen Steinbruch der Raerener Steinmetzfamilie Laschet und auf dem Gelände des heutigen Steinmetzbetriebes von Schwartzenberg zwischen der Raerener Straße und der Wilbankstraße im Ortsteil Sief und war ebenfalls mit einem Abzweig an das Straßenbahnnetz der Aachener Kleinbahn-Gesellschaft angeschlossen. Heute liegt er in einem gesperrten Betriebsgelände, ist komplett zugewachsen und von außen nicht einsehbar. Obwohl es über ihn keine öffentlichen Daten gibt und er ebenfalls nicht in das Sanierungsprogramm einbezogen worden ist, ist er laut Denkmalliste der Stadt Aachen unter Denkmalschutz gestellt worden. |                |
| Walheim Kalkofenbetrieb Walheim (Standort)     | Der Eschweiler Kalkbrenner Christoph Heinen ließ 1890 in Walheim den ersten Ofen vom Typ Ringkalkofen erbauen und einen eigenen Bahnanschluss zur Vennbahn legen. 1898 schloss sich Heinen mit dem zwischenzeitlich in das Geschäft eingestiegenen Kaufmann Wilhelm Kalversiep zur „Walheimer Kalkwerke GmbH“ zusammen und sie wandelten ein Jahr später ihr Unternehmen in „Neue Walheimer Kalkwerke AG“ um. In der Folge schafften sie sich eine Doppelofenanlage vom Typ Trichterofen für die Produktion von täglich 30 Tonnen Kalk sowie 1905 zwei weitere Rundkammeröfen und eine Doppelofenanlage an. Schwerpunktmäßig stellte der Betrieb Branntkalk für das Baugewerbe sowie für die regionale Stahl- und Chemie-Industrie her. Im Jahr 1921 wurde das Unternehmen von der „Westdeutschen Kalkwerke AG“ aufgekauft, die ihrerseits 1910 aus dem „Rheinischen Kalkverkaufsverein“ hervorgegangen war. Diese AG übernahm aus dem Aachener Raum später noch die Betriebe in Büsbach bei Stolberg (Rheinland), in Eilendorf und in Niederforstbach. In Folge der Weltwirtschaftskrise musste das Unternehmen vorübergehend seine Arbeit einstellen, konnte aber 1934 wieder den Betrieb aufnehmen und firmierte ab 1936 in „Westdeutsche Kalk- und Portlandzement-Werke AG“ um, nachdem im zugehörigen Werk Sötenich die Zementproduktion aufgenommen worden war. In Walheim wurde jetzt verstärkt Düngekalk und ab 1938 Baukalk vor allem für den Bau des Westwalls hergestellt. Am Ende des Zweiten Weltkrieges wurden Teile der Anlage gesprengt und der schwer beschädigte Ringofen abgerissen, dennoch ging der Betrieb weiter. Ab 1947 zogen die Aufträge wieder an und Hauptabnehmer wurde das Unternehmen Knapsack-Griesheim AG in Hürth-Knapsack, deren Zulieferungen über die Bahnstrecke Stolberg–Walheim in Großraumwagen abgewickelt wurde. Obwohl 1956 noch ein weiterer Trichterschachtofen angeschafft wurde, musste der Walheimer Betrieb bereits drei Jahre später schließen, lediglich kleinere Aufträge wurden bis zur endgültigen Stilllegung 1964 noch abgewickelt. Im Verlauf der nächsten Jahre wurde das Gelände um die Steinbrüche und das Betriebsgelände im Bereich der stillgelegten Kalköfen zum Naturschutzgebiet Walheim erklärt und für die Öffentlichkeit zunächst nicht mehr zugänglich gemacht. Daraufhin gründete sich 1971 der „Freizeit- und Erholungsverein Walheim e. V.“, der große Teile dieses Gebietes übernahm und darauf einen Abenteuerspielplatz, eine Minigolfanlage, einen Grillplatz mit Liegewiesen und einen Beachvolleyballplatz einrichtete. Anschließend verpachtete er sein Gelände an die Stadt Aachen, so dass der Verein lediglich für die gesamte Pflege und den Unterhalt der Anlage verantwortlich ist. Seitdem zählt das Freizeitgelände jährlich über 100.000 Besucher aus Aachen und der Region, die von dort aus über den eingerichteten Kalkofenweg auch die ab 1989 wieder zugänglichen Kalköfen besichtigen können. Außerdem führt von Kornelimünster kommend die erste der 15 Etappen des 313 Kilometer langen Eifelsteigs über Hahn an den Kalköfen vorbei durch das Freizeitgelände weiter nach Friesenrath. | weitere Bilder |